# Meklan
Meklan (800 - 873) was een mythische hertog van Bohemen. In sommige bronnen wordt hij Neklan genoemd.
Hij wordt beschreven in de Chronica Boemorum (Kroniek van Bohemen) geschreven door Cosmas van Praag. Hoewel dit boek geen historisch betrouwbare informatie levert, wordt het toch gezien als standaardwerk van de Boheemse middeleeuwse geschiedenis.
Het verhaal gaat dat Meklan zeer vredelievend was. Toen Vlastislav het kasteel van Meklan belegerde probeerde Meklan vrede te sluiten. Tyr, zijn Viking-adviseur, leende het schild van Meklan (zoals Patroklos het schild van Achilles leende). Hoewel Tyr stierf wonnen de Bohemers de oorlog en stierf Vlastislav. Meklan kon nog voor vele jaren regeren totdat zijn zoon Hostivit de regering overnam.